# Марфино (Добринский район)
Ма́рфино— исчезнувшая деревня Добринского района Липецкой области. 

## История
Возникло как владельческое сельцо дворян Буниных. Межевание земель проведено в 1784 г. Имело и второе название по фамилии — Бунинское.
Первый владелец — инженер-прапорщик Анатолий Дмитриевич Бунин.
По данным на 1787 г., Анатолию Дмитриевичу Бунину в д. Марфино принадлежало 28 душ м.п., прапорщице Марфе Петровне Буниной там же 20 душ.
Исчезла в 1970-е годы. Исключена из учетных данных в сентябре 1987 года.

## Имение
Располагалась усадьба Марфино-Бунино.

В сельце существовало две усадьбы Буниных: Петра Петровича Бунина и Николая Анатольевича Бунина:
«Сады, разведённые вокруг близких одна от другой и родственных нам усадеб, были невелики и очень непривлекательны, реки не было, но пруды были довольно обширны. Дома одноэтажные, невысокие, не имели ни малейшего притязания на красоту, но были просторные. так как они разрастались сообразно с потребностями увеличившихся семейств».
Петр Петрович и Николай Анатольевич не имели своих детей. После смерти усадьба первого перешла к Абазинским и позднее Мариным, второго — к Павловым.
1821 — основан конный завод Николаем Буниным.
В 1848 г. завод был крупнейший в Усманском уезде и насчитывал 150 лошадей различных пород.
1866 — помещик В. И. Павлов основал завод тонкорунных овец.

## Знаменитые люди, связанные с Марфино
- Николай Анатольевич Бунин — русский помещик, краевед, публицист, общественный деятель. Родился в Марфино.
- Анна Петровна Бунина — русская поэтесса и переводчица. Некоторое время жила в доме своего брата П. П. Бунина[12]. В 1817 году ходатайствовала об открытии в имении училища для дочерей помещиков[13].
- Пётр Николаевич Семёнов (1791—1832) — русский литератор, драматург.
- Пётр Петро́вич Семёнов-Тян-Ша́нский — русский географ, ботаник, статистик, экономист, государственный и общественный деятель. Бывал в усадьбе[4].
- Барон Август фон Гакстгаузен — прусский чиновник, экономист, писатель по аграрным вопросам, исследователь России и Кавказа. Посетил Марфино в 1843 г.[14]
- Евгений Никитович Дружинин — контр-адмирал[15]. Родился в Марфино.
- Яков Карлович Грот — российский филолог, был в усадьбе в 1850 году[16].